# 马契卷管螺
马契卷管螺（学名：Lienardia marchei），是新腹足目卷管螺科细切嘴螺属的一种。主要分布于台湾，常栖息在潮间带岩礁。